# توماس كوكي (عسكري)
توماس كوكي (بالإنجليزية: Thomas Cooke)‏ هو عسكري أسترالي، ولد في 5 يوليو 1881 في كايكورا في نيوزيلندا، وتوفي في 25 يوليو 1916 في Battle of Pozières ‏.